# Dendronephthya mollis
Dendronephthya mollis is een zachte koraalsoort uit de familie Nephtheidae. De koraalsoort komt uit het geslacht Dendronephthya. Dendronephthya mollis werd in 1895 voor het eerst wetenschappelijk beschreven door Holm. 